# Revue d'histoire et de philosophie religieuses
 (octobre 2024).
La Revue d’histoire et de philosophie religieuses (RHPR / RHPhR) est la revue scientifique à comité de lecture de théologie protestante et de sciences religieuses de la faculté de théologie protestante, faculté qui constitue actuellement un institut au sein de l’Université de Strasbourg et est sous tutelle du ministère de l’enseignement supérieur français, du fait de la situation concordataire propre à l’Alsace-Moselle. De parution trimestrielle, elle est éditée par l’Association des publications de la Faculté de théologie protestante de Strasbourg, réalisée en collaboration avec les facultés de théologie protestante de Paris et de Montpellier, et publiée avec le soutien de l’Institut des Sciences Humaines et Sociales du Centre national de la recherche scientifique et le concours du Centre national du livre.

## Historique

### De la fondation à la mort du fondateur (1920-1947)
Si le premier numéro de la Revue d’histoire et de philosophie religieuses date de 1921, la revue fut fondée à l’automne 1920 par Antonin Causse (1877-1947) et Charles Hauter (1888-1981). Créée juste après la Première Guerre mondiale, et donc la restitution à la France de l’Alsace et de la Moselle, elle naît de la volonté du gouvernement français de donner de l’éclat à l’Université de Strasbourg. Elle prend la suite directe des Annales de bibliographie théologique (revue qu’elle absorbe), mais elle prend aussi indirectement la suite d’une autre revue strasbourgeoise, la Revue de théologie et de philosophie chrétienne (appelée alors couramment Revue de Strasbourg), fondée en 1850 par Timothée Colani et disparue en 1869.
Plutôt que de reprendre l’ancien nom de la Revue de Strasbourg, la nouvelle choisit un nom non explicitement théologique, même si, de facto, elle est une revue théologique. Selon M. Arnold citant Oscar Cullmann, ce choix s’explique moins par la qualité publique de la faculté de théologie dans un État laïc, et donc de son organe, que par une raison interne à la théologie protestante de ces années, marquées par un libéralisme théologique fort et donc une certaine réserve face au mot « théologie » lui-même. Ce titre fait aussi le lien avec l’ancienne Revue de Strasbourg dont le fondateur disait dans le premier numéro que « la théologie est […] une physique religieuse, qui d’abord constate les faits, puis les explique en y reconnaissant des lois, des principes. Elle se compose de deux parties : elle est histoire, elle est philosophie ». Aujourd’hui, la revue reconnaît recouvrir tout le domaine théologique, et n’est plus une revue libérale, ce qui donne un côté un peu « désuet » à son nom.
La première année, le comité administrant la RHPR était composé de professeurs de la faculté : Paul Lobstein, Eugène Ehrhardt, Guillaume Baldensperger, Paul Sabatier, Antonin Causse, Fernand Ménégoz et Charles Hauter. Mais dès l’année suivante, le comité accueillit des personnalités venue d’autres facultés de l’université ou d’autres universités.
La Seconde Guerre mondiale, l’annexion de facto de l’Alsace-Moselle et la création de la Reichsuniversität Straßburg, n’interrompent pas la publication de la revue. Comme le reste de l’Université de Strasbourg, la faculté de théologie protestante se replie à Clermont-Ferrand, prenant avec elle sa revue, qui fut installée 34 avenue Carnot. Les tomes 19, 20 et 21 de 1939, 1940 et 1941 parurent avec quelques difficultés, mais parurent ; il fallut cependant se résoudre à cesser la distribution. Les tomes suivant (22, 23, 24 de 1942, 1943 et 1944) furent donc composés et imprimés, mais distribués qu’après la Libération. Charles Hauter, codirecteur et cofondateur de la RHPR, fut déporté, comme Robert Eppel, son administrateur, pendant qu’Antonin Causse souffrait de maladie, dont il meurt en 1947.

### La période Roger Mehl (1946-1986)
Si Charles Hauter et Robert Eppel sortent vivants des camps de concentration allemands, la mort d’Antonin Causse représente une rupture dans l’histoire de la revue. Jean Héring prend la place de directeur en 1947, mais c’est la nomination, par Charles Hauter (alors doyen de la faculté), de Roger Mehl (1912-1997) en 1946 comme rédacteur en chef (il deviendra directeur de la revue en 1971) qui va la changer. Sous son impulsion, l’association des publications de la faculté de théologie protestante de Strasbourg est créée, association qui l’édite encore aujourd’hui et des subventions sont accordées, d’abord par le CNRS (1946) puis par le Centre national des lettres, qui le sont toujours (le Centre national des lettres étant devenu le Centre national du livre).
Éditée à l’origine directement par la faculté, elle est éditée à partir de 1925 par Félix Alcan, Paris. Quand Félix Alcan fusionne avec Ernest Leroux et Rieder en 1934 pour créer les Presses universitaires de France, celle-ci passe dans son catalogue. En 1997, à partir du volume 4, la mention « Presses universitaires de France » disparaît. Elle est depuis à nouveau éditée par la faculté, via son association des publications, les PUF continuant d’éditer une de ses collections non périodiques, les Études d’histoire et de philosophie religieuses.
En 1963, la RHPR absorbe Église & théologie  (ISSN 1245-7205), bulletin de la Faculté libre de Théologie protestante de Paris, paru régulièrement jusqu'au numéro 78, daté de décembre 1962.

### Depuis 1986
Depuis quelques années, elle accorde une attention particulière aux recherches « intertestamentaires » (et donc aux recherches qumrâniennes), et aux études sur la Réformation. Bien que revue d'une faculté de théologie protestante, et donc privilégiant les articles scientifiques traitant du protestantisme, la RHPR traite aussi bien du christianisme dans son ensemble (et d’œcuménisme) que des religions avec lesquelles le christianisme entretient des relations importantes, comme le judaïsme et l'islam. Les auteurs de confession ou de culture protestante ne sont pas privilégiés, et la revue est ouverte aux jeunes chercheurs.
La RHPR se distingue aussi par l'importance donnée à la revue de livres, et sert donc aussi souvent d'instrument de travail pour les chercheurs en sciences religieuses et théologie.

## Politique éditoriale
La Revue d’histoire et de philosophie religieuses, malgré son nom, a vocation à couvrir tout le champ théologique, pas seulement l’histoire ou la philosophie. Centrée sur l’étude du protestantisme, elle n’en traite pas moins des sujets couvrant l’ensemble de la recherche sur le christianisme et les religions avec lesquelles elle entretient des rapports, donc principalement le Judaïsme et l’Islam. Elle est œcuménique non seulement par les sujets qu’elle traite, mais aussi par les auteurs sollicités. Elle ne publie que des articles en langue française, même si une grande part des auteurs qui y publient sont étrangers. Le cas échéant, les articles sont donc traduits. Elle ouvre ses colonnes tant aux chercheurs confirmés qu’aux jeunes chercheurs. Une des particularités de la RHPR est d’accorder une grande place à la « revue des livres ». Elle publie en moyenne un volume compris entre 600 et 700 pages. Traditionnellement, elle publie plus particulièrement des articles ayant trait aux sciences bibliques et à l’histoire du christianisme.
En vertu d’un accord avec les Études théologiques et religieuses de la Faculté de théologie protestante de Montpellier, l’autre « grande » revue théologique protestante française, la RHPR publie des articles plus scientifiques et techniques pendant que les ÉTR publient des articles pratiques ou de pastorale, même si cette « division du travail » est difficile à tenir.
La revue n’édite pas de numéros à thème. Mais elle édite des numéros spéciaux en l’honneur d’anciens professeurs de la faculté lors d’un anniversaire ou d’une retraite (Festschrift), qui sont, généralement, à thème. Le dernier en date est par exemple celui pour Alfred Marx, professeur d’Ancien Testament de 1969 à 2009 (retraite) à la faculté de théologie protestante de Strasbourg, sur le thème « Fête, repas, identité ».

### Indexationet analyses
La RHPR est indexée dans : ATLA Religion Data Base on CD-ROM, BiBIL, Biblica, Enlenchus of Biblical Bibliography, Ephemerides Theologicae Lovanienses, Index to the Study of Religion Online, Istina, Periodicals, Religious Index One, Zeitschrift Inhaltdienst Theologie, Indices Theologici.
De plus, d’autres revues ou sites spécialisés analysent les articles de la RHPR : L'Année philologique, Archiv für Reformationsgeschichte, Francis, International Review of Biblical Studies, New Testament Abstracts, Old Testament Abstracts, Revue d’histoire ecclésiastique, Zeitschrift für die Neuetestamentliche Wissenschaft.

## Organisation

### Association des publications
Sous l’impulsion de Roger Mehl, le 15 mai 1959 est fondée à Strasbourg (donc sous le droit local) l’ « Association des publications de la faculté de théologie protestante de Strasbourg ». Elle n’avait pas encore pour but d’éditer la RHPR à proprement parler, puisque les PUF le faisaient, mais d’aider à la publication. Depuis 1997, l'association l’édite directement. Les membres fondateurs sont Pierre Burgelin, Charles Hauter, Jean Héring, Edmond Jacob, Rodolphe Peter, Roger Mehl et François Wendel. le premier bureau avait comme président Charles Hauter, comme vice-président François Wendel, comme secrétaire Roger Mehl et comme trésorier Rodolphe Peter.
L’association fédère les enseignants et anciens enseignants de la faculté. Ceux-ci ne versent pas de cotisation, les ressources de l’association se limitant aux dons et aux revenus de la revue. L’association est sans but lucratif, tous les « bénéfices » sont réinvestis dans de nouvelles publications.
Elle participe à l’édition des collections non périodiques de la RHPR, et particulièrement des « Travaux de la Faculté de théologie protestante de Strasbourg », dont elle est l’éditeur. Les autres collections sont les « Études d’Histoire et de Philosophie Religieuses », éditées par les PUF et « Écriture et Société », édité par les Presses universitaires de Strasbourg. Les « Cahiers de la RHPR » étaient publiés par les PUF, mais la collection est inactive depuis 1976.
Aujourd’hui, l’association est présidée par Matthieu Arnold. Beat Föllmi en est le trésorier et Daniel Frey le secrétaire.

### Comité de rédaction
Outre les professeurs de la faculté de théologie protestante de Strasbourg, membres de droit, le comité de rédaction (2015) se compose d’universitaires français et étrangers :
- I. Backus (Université de Genève)
- Ch. Bernat (Faculté de théologie protestante de Montpellier)
- E. Bons (Université de Strasbourg)
- H. Bost (École pratique des hautes études)
- M. Carbonnier-Burkard (Faculté de théologie protestante de Paris)
- B. Chilton (Bard College, New York)
- G. Dahan (CNRS - École pratique des hautes études)
- I. Dingel (Université de Mayence)
- M. Greschat (Université de Giessen)
- F. Guibal (Université de Strasbourg)
- M. H. Löhr (Université de Münster)
- P. Maraval (Université Paris Sorbonne-Paris IV)
- O. Millet (Université Paris Sorbonne-Paris IV)
- M. Morgenstern (Université de Tübingen)
- A. de Pury (Université de Genève)
- T. Römer (Collège de France)
- R. Roukema, Université de théologie protestante, Groningue, Pays-Bas
- F. Schmidt (École pratique des hautes études)
- G. Schrenck (Université de Strasbourg)
- J. Zumstein (Université de Zurich)

### Bureau
Le bureau est composé d’enseignants-chercheurs de la faculté :
- Directeur de la publication : Matthieu Arnold (histoire du christianisme moderne et contemporain)
- Rédacteur en chef : Christian Grappe (Nouveau Testament)
- Rédacteur adjoint : Jean-Claude Ingelaere (Nouveau Testament)
- Administrateur : Beat Föllmi (musicologie)
- Responsables de la Revue des livres : Gabriella Aragione (histoire du christianisme antique) – Marc Vial (théologie systématique)

Marc Philonenko, ancien directeur de la Revue, en est maintenant directeur honoraire.

### Primaire
- Toute la Revue d’histoire et de philosophie religieuses, dont particulièrement ses tables[note 10] :
  - Pierre Guérin, « Tables méthodiques des Articles, Études critiques et Comptes-rendus parus dans la Revue de 1921 à 1945 (Tomes I à XXV) établies à l’occasion du 25e anniversaire de la Revue », Revue d’histoire et de philosophie religieuses, vol. 25, nos 3-4,‎ 1945, p. 89-194 (réédité en 1946 dans un tome des « Cahiers de la Revue d’histoire et de philosophie religieuses », qui est une collection des Presses universitaires de France).
  - « Tables méthodiques des articles, études critiques et comptes-rendus parus dans la Revue de 1946 à 1970 (Tomes XXVI à L) », Revue d’histoire et de philosophie religieuses, vol. 50, no 4,‎ 1970, p. 337-544.
  - « Tables 1971-1995 », Revue d’histoire et de philosophie religieuses, vol. 75, no 4,‎ 1995, p. 449-513.
- Archives de la faculté de théologie protestante (spécialement séances du 2 juillet et du 25 novembre 1920).

### Secondaire
- Matthieu Arnold, La Faculté de théologie protestante de l'université de Strasbourg de 1919 à 1945, Strasbourg, Association des publications de la faculté de théologie protestante, coll. « Travaux de la faculté de théologie protestante » (no 2), 1990.
- Roger Mehl, « Revue d’histoire et de philosophie religieuses », dans Pierre Gisel (dir.), Encyclopédie du protestantisme, Paris-Genève, Cerf-Labor et Fides, 1995 (ISBN 9782204052436 et 9782830907919), p. 1332.
- Marc Philonenko, « Les publications de la faculté », dans Marc Lienhard (dir.), La Faculté de théologie protestante de Strasbourg hier et aujourd’hui (1538-1988) : Mémorial du 450e anniversaire de la faculté, Strasbourg, Oberlin, 1988, p. 153-163.